# Remus (mythologie)
Remus (Alba Longa, 24 maart 771 v.Chr. – Rome, 21 april 753 v.Chr.) was samen met zijn tweelingbroer Romulus een zoon van Mars en Rhea Silvia (ook Ilia genoemd) en legendarische stichter van Rome.
Voor de legende over de stichting van Rome, zie Romulus en Remus.

## Andere versies waarin Remus een rol speelt
Volgens Alkimos van Sicilië zou Remus de (klein)zoon geweest zijn van Romulus (Rhomylos) die de zoon was van Aeneas. Hij zou de stichter van Rome geweest zijn en de naam van zijn vader aan zijn nieuw gestichte stad gegeven hebben (FGrH 560F4.).
Een andere versie is die van een zekere Xenagoras, die Remus als een afstammeling van Odysseus ziet (FGrH 240F29.).

## Antieke bronnen
- Alkimos van Sicilië
- Quintus Ennius
- Titus Livius
- Xenagoras

## Verder lezen
- T.P. Wiseman, Remus: A Roman Myth, Londen, 1995. ISBN 0521483662
- O. Stoll, Die "Remus-Psychose". Eine Provokation und ihre Folgen für die Römische Geschichte, in Macellum Culinaria Archaeologica (2004).